# Franz Campi

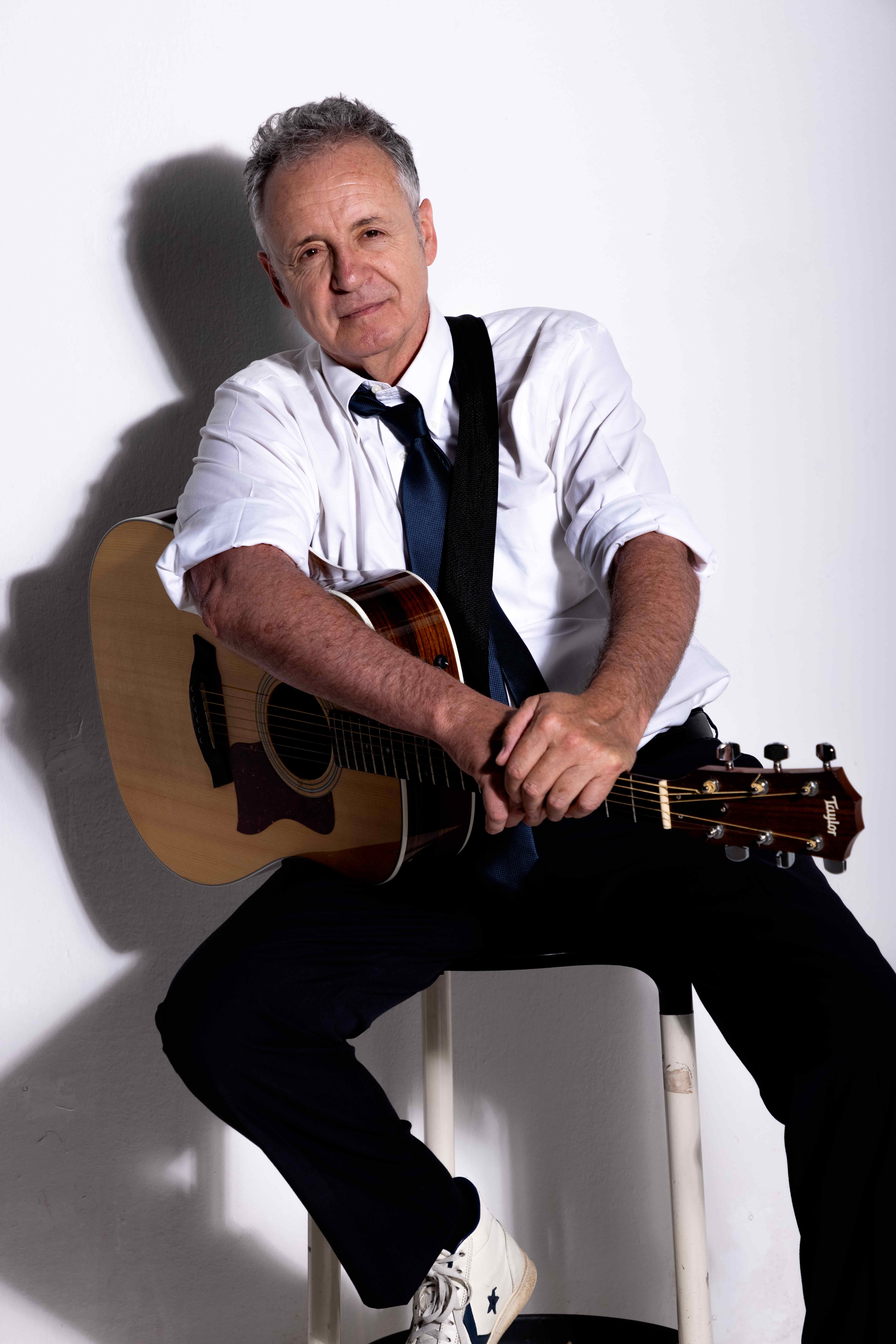

Franz Campi (Bologna, 19 marzo 1962) è un cantautore italiano.

## Biografia
Partecipa a diverse manifestazioni come Centofiori con un gruppo chiamato "Franz & the Sandy Riffs", imponendosi in un concorso a Zola Predosa (BO) dove  il primo premio è un viaggio per tutti a Palma di Maiorca in Spagna.  Nel 1986 arriva il primo contratto discografico con la Panarecord Dischi per un 45 giri che conteneva i brani Attenzione pericolo e Lettera.
Franz Campi è interprete di teatro-canzone con “Ciao Signor G. !” dedicato a Giorgio Gaber, “Tutti i gatti vengono al pettine” ed il recentissimo “Sono Fred, dal whisky facile” per ricordare il grande Fred Buscaglione. Ha firmato numerosi testi per la musica pop (tra cui “Banane e lampone” per Gianni Morandi), per la lirica (il libretto dell'opera “La famosa invasione degli orsi in Sicilia” tratto da un lavoro di Buzzati e firmato in collaborazione con il Maestro Marco Biscarini), e per i più piccoli (sigle tv “L'albero della vita” e diversi brani dell'album “Il re dei re”).
Conduttore radiofonico (“Top Premiere Awards” – programma distribuito per 3 anni su 70 emittenti), “Cos'è che mi dici ?” - RAI Radiodue -; “Spogliati tutta” - Radio Fashion;, ed attore (“Carrozzine football Club” di Alberto Canepa; “Mille non più mille” di Marcello Vai; “Pellegrino Artusi” – Le interviste impossibili; “Delitto di capodanno” con Giorgio Comaschi, “Immaginarsi diversamente” di Mara Leporati).
Ideatore e conduttore di rassegne dedicate alla musica, alla poesia, al fumetto ed alla letteratura come “Parole animate”, “Premiata Palestra Atlas per muscoli del cervello”, “Eroticamente” e “L'assassino è il chitarrista”. Di quest'ultimo progetto, che ha coinvolto scrittori come Carlo Lucarelli, Loriano Macchiavelli, Marcello Fois ed altri, Franz, insieme a Luca Crovi, ha curato anche la pubblicazione di un volume per Punto Zero Edizioni.
Nel 2009 un suo racconto è ospitato nel volume “Delitti e canzoni” di StefanoCovri e Fabrizio Canciani (Ed. Todaro)
Nel 2007 e 2008 ha dato vita, insieme al Centro San Domenico di Bologna ed al CentroInternazionale della Canzone d'autore, al Festival Lyrics – autori e canzoni, che ha visto la partecipazione di artisti come Angelo Branduardi, Ron, Claudio Lolli, Neffa, Alan  Sorrenti, Riccardo Tesi, Niccolò Fabi e tanti altri. Autore e conduttore, insieme a Matteo Bortolotti, di “Una pagina per un gelato”, spettacolo di investigazione e karaoke letterario costruito per promuovere la lettura divertendo.
Nel 2004 è uscito il suo secondo album dal titolo “Saluta i gatti e buonasera”.
Dal 2008 fa parte del comitato scientifico del Centro Internazionale della Canzone d'autore a cura di Lucio Dalla e Davide Rondoni.

## Formazioni
SONO FRED DAL WHISKY FACILE (dedicato a Fred Buscaglione)
- Franz Campi - voce e chitarra acustica
- Maurizio De Gasperi // Davide Falconi - pianoforte
- Ernesto Geldes Illino - batteria
- Luca Cantelli - contrabbasso
- Fabrizio Benevelli - sax
- Paolo Raineri - tromba
- Letizia Ragazzini - sax

CANZONI DA MANGIARE con Giorgio Comaschi
- Giorgio Comaschi - monologhi umoristici sul cibo
- Franz Campi - voce e chitarra acustica
- Barbara Giorgi - voce e percussioni
- Davide Falconi - pianoforte e cori
- Camilla Missio - contrabbasso elettrico e cori
- Ernesto Geeldes Illino - batteria e cori

CANTA CHE TI PASSA
- Franz Campi - voce e chitarra acustica
- Davide Falconi - pianoforte e cori
- Davide Belviso - percussioni e cori

QUANDO CANTA RABAGLIATI (dedicato ad Alberto Rabagliati)
- Franz Campi - voce e chitarra acustica
- Sandro Comini - arrangiamenti e trombone
- Valentino Negri - sax tenore
- Davide Falconi - pianoforte
- Giannicola Spezzigu - contrabbasso
- Claudio Bonora - batteria

## Premi e riconoscimenti
- 1992 Primo premio al Magna Grecia Festival di Siracusa; 1991 - Premio Nazionale Radio Corriere TV
- 1993 Sanremo Giovani ed ha partecipato, più tardi, al 44º Festival della Canzone Italiana di Sanremo
- 2002 Premio Letterario “I fiumi - Città di Ceggia”; - 1993 Sanremo Giovani ed ha partecipato, più tardi, al 44º Festival della Canzone Italiana di Sanremo ;
- 2005 Premio Miglior Sito musicale (menzione speciale della giuria e sito più votato dal pubblico) indetto da MusicbOOm e MeiWeb, in collaborazione con il Mei - Meeting delle Etichette Indipendenti;
- 2006 Premio Lunezia miglior testo della canzone d'autore; Primo Maggio – miglior band nella regione Emilia-Romagna e finalista nazionale; ospite del Festival della musica di Mantova
- 2008 Il suo brano “Beslan” gli ha valso l'invito a far parte del Museo della Pace di Samarcanda in Uzbekistan

## Discografia

### Album
- 1988 Franz Campi | Nuovo repertorio editoriale| (33 giri - Nuova Fonit Cetra Borgatti Edizioni Musicali)
- 1990–2006 L'albero della vita | cofanetto con tre volumi e videocassetta| (La Repubblica - Fonit Cetra)
- 1992 Gianni Morandi |Album "Banane e lampone" |(RCA)
- 1992 Gianni Morandi| "Banane e lampone"| (singolo - RCA)
- 1993  Franz Campi "Franz Campi"| (Ricordi - Nothing like Music)
- 1993  Franz Campi | "Banane e lampone", "L'estraneo"| "La nave va"| "America" (Mini-Cd  Nothing like music)
- 1994  Franz Campi |"Beatrice" e "Ma che sarei" |(singolo - Ricordi)
- 1995  Barbara Cola | "Libera" "Gemma" |(BMG)
- 1995  Piccolo Coro Amadeus| "Il gattino"| "La morale della favola"| "Pablo" (Euroteam)
- 1996  Stefania Orlando | "E allora canta" |(Borgatti Edizioni)
- 2000  Laura Moreno Garcia "Ossessione" |(Epic - Sony Music  - Italia e Spagna)
- 2000  Curreri, (Nosei, Campi) | "Febbre Fortitudo" (Le Furie)
- 2000  Mijares - "Amigas amores", Album "Historias de un amor" (Messico - Mercury)
- 2004 Franz Campi |"Saluta i gatti e buonasera"| (Poli Positivi)
- 2010 CD del Quartetto Z (Volume 1). Versioni Jazz di alcuni grandi successi Pop interpretati da vari ospiti: Franz Campi, Claudio Lolli, Silvia Mezzanotte, Gianni Togni, Iskra Menarini, Andrea Mirò, Mircomenna ()
- Giacomo Barbieri: "Vedi Rita" (Icona - LM Records | Edizioni Icona srl; Universal Music Italia; Fonema srl; Ottocoldilana srl. Distribuito da Self)
- DVD della serata dedicato a Bruno Lauzi organizzato dall'Ass. Via De' Poeti. Franz interpreta "il Poeta" e "La tartaruga".
- 2021 Franz Campi | Il sentimento prevalente | PLAYAUDIO

#### 45 giri (Extended play)
- 1988  Franz Campi | "Attenzione pericolo" "Lettera"| (45 giri - Panarecord)

### Raccolte
- 2004 - Compilation Top Premiere Radio Volume 12| Viva Music Net
- 2005 - Programma radio Top Premiere AwardsPuntata n. 0 |Viva Music - Discografici.net
- 2006 - Programma radio Top Premiere AwardsPuntate n. 1-4| (Viva Music - Discografici.net
- **** - Compilation "Primo Maggio tutto l'anno"  (a cura di Imaie - Kataweb - Audiocoop e MEI. Brano inserito "Lo senti il vento"
- **** - V.V.A.A. Babe senti come suona il mio blues NLM 118 New LM Records Blues |www.crotalo.com
- 2007 - Compilation  del Premio Lunezia, edito da RAI TRADE, Alfa Music, IMAIE. Franz è presente con il brano "Di lei che dorme" e con "Ho disegnato"

## Scritti
- L'assassino è il chitarrista, Editore Puntozero 2001
- Poeti ad alta voce, Antologia di Poetry Slam Giraldi Editore 2005

## Teatro
- Sono Fred, dal whisky facile – la storia e le canzoni di Fred Buscaglione
- Tutti i gatti vengono al pettine
- Ciao Signor G. ! dedicato a Giorgio Gaber
- L'assassino è il chitarrista (8 diversi spettacoli dove 8 famosi giallisti del calibro di Carlo Lucarelli, Loriano Macchiavelli, Marcello Fois ed altri, hanno scritto sceneggiature originali ritagliati sulle caratteristiche di 8 diverse formazioni musicali come, Franz Campi, Siluet ed altri.
- Saluta i gatti e buonasera